# Solhvervssøjlen
Solhvervssøjlen er en skulptur i Løkken. 
Den viser retning for solnedgang ved vintersolhverv og sommersolhverv. På de to dage 21. december og 21. juni samles folk omkring søjlen og fejrer solhvervet.
Skulpturen er udført af kunstneren Bodil Dam. Søjlen er blevet til efter idé af Poul Lybæk.
57°22′19″N 9°42′33″Ø / 57.37206°N 9.70928°Ø